# Ивасе
Ивасе (јап. 岩瀬村) Iwase-mura је село у Јапану у области Ивасе, префектура Фукушима.
По попису из 2003. године, село је имало 5.993 становника и густину насељености од 93,31 становника по км². Укупна површина је 64,23 км².
1. априла 2005. године, село Ивасе, заједно са вароши Наганума (такође из области Ивасе), је спојена у проширени град Сукагава.